# جان كلود بيكر
جان كلود بيكر (بالإنجليزية: Jean-Claude Baker)‏ هو كاتب سير وصاحب مطعم أمريكي، ولد في 18 أبريل 1943، وتوفي في 15 يناير 2015 في نيويورك في الولايات المتحدة.